# 북천철교
북천철교(北川鐵橋)는 대한민국의 경상북도 경주시 성동동과 동천동을 잇는 북천의 철교이다. 현재 동해선 열차가 이용하는 교량이다.

## 같이 보기
- 경주교